# Brestot
Brestot é uma comuna francesa na região administrativa da Normandia, no departamento de Eure. Estende-se por uma área de 8,65 km². Em 2010 a comuna tinha 618 habitantes (densidade: 71,4 hab./km²).